# モスクワ国内軍管区
モスクワ国内軍管区（Московский округ внутренних войск）は、ソ連、ロシア内務省（MVD）国内軍のロシア中央部における軍事行政単位、統合部隊。軍管区本部は、モスクワに位置する。

## 歴史
1919年6月1日、正規軍を除く全ての軍事部隊が内務人民委員部（NKVD）に配属された。ロシア領土は12個戦区に分割され、モスクワ国内警備軍区が創設された。
1921年7月15日、3個独立連隊、12個独立大隊、騎兵大隊、自動車装甲戦車大隊、航空支隊、工兵大隊、チェーカー幹部会附属特別任務支隊から成るチェーカー・モスクワ管区本部が編成された。1930年、チェーカー・モスクワ管区に基づき、モスクワ国内軍管区が創設された。
1939年2月2日、ソ連人民委員会議決定によりモスクワ管区が廃止され、配下の連隊及び大隊はNKVD師団に移管された。
独ソ戦時、師団部隊は、第3白ロシア戦線の編成下で戦った。オルシアの解放に対して名誉称号「オルシャンスキー」、ミンスクの解放に対して赤旗勲章、日本軍との戦闘において名誉称号「ヒンガンスキー」を授与された。
1951年5月6日、NKVD護送師団は改編され、MVDモスクワ州局第1オルシャンスコ・ヒンガンスキー赤旗課に改称された。1968年12月15日、同課は 第36オルシャンスコ・ヒンガンスカヤ赤旗師団に改称された。1986年、師団に基づき、国内軍モスクワ局が創設された。
1993年3月2日、「ロシア連邦MVD国内軍機関に関する」大統領令により、ロシア領土に7個国内軍管区が設置され、モスクワ国内軍管区が創設された。
軍管区の部隊は、スムガイト、フェルガナ、ナゴルノ・カラバフ、北オセチア、チェチェン共和国に投入された。
2008年1月1日、中央地域司令部（Центральное региональное командование）に改編された。

## 編成
- 第12師団：トゥーラ
- 第55師団：モスクワ
- 第95師団：モスクワ
- 第21独立作戦任務旅団：ソフリノ
- 第23独立作戦任務旅団：
- 教育センター：ムリノ
- 第25特殊任務支隊「メルクーリー」：スモレンスク